# Juan Pardo de Zela y Vidal
Juan Pardo de Zela y Vidal (1788-1868) fue un militar español y peruano.
Nacido en Ferrol en 1788. Estaba casado con la limeña Tomasa de Urízar y Bernales, con quien tuvo a sus cuatro hijos: Juan, José Sebastián, Amalia y Teófilo Baldomero. A los doce embarcó en el barco de su padre en las correrías contra corsarios ingleses hasta desembarcar en Buenos Aires. En 1811 y 1813 lucha en el Ejército del Norte durante la primera y la segunda campañas en el Alto Perú. Cuando había alcanzado el grado de teniente coronel, es capturado en Ayohuma y llevado a Lima, donde vive en la casa de la Inquisición. En 1814 planeo un intento golpista contra las autoridades virreinales junto a Anselmo Quiroz y otros oficiales jóvenes antes del arribo de un batallón del Real Regimiento de Talavera de la Reina, formado por españoles muy bien entrenados y leales a la monarquía. Sabían que sus milicias bajo sus órdenes no podrían vencerlos a menos que estuvieran preparados de antemano pero se muestran demasiado dubitativos y dejan pasar la oportunidad.
En 1820 se une a la Expedición Libertadora del Perú de José de San Martín. En 1823 era un coronel que mandaba el batallón Patricios. En 1826 era general de brigada y prefecto de Ayacucho, combatiendo la rebelión de Iquicha. Durante la guerra civil de 1844, era prefecto del departamento de Junín y marchó contra el coronel Francisco Deustua, que el 7 de febrero se sublevó en Huancayo pero es vencido en Patacoto. Murió en 1868 en Lima.